# HMS 콘월리스 (1813년)
콘월리스(HMS Cornwallis)는 1813년 5월 12일 봄베이에서 영국 해군의 벤저 급 74문 3등 전열함이다. 티크로 제작되었으며, USS 컨스티튜션에 의한 자와섬 함락은 잉글랜드에서 자와섬으로 가져오는 구리 외장으로 인해 콘월리스의 완공을 지연시켰다.
1815년 4월 27일 콘월리스 호는 상선으로 오인한 미국의 슬루프 USS 호넷과 교전을 벌였다. 호넷 호는 중화기 포격으로 보트와 대포, 그리고 기타 장비를 버리고 도주를 할 수 밖에 없었다.
제1차 아편 전쟁에서 청나라가 패한 이후에, 청나라 대사와 영국 대사는 난징에 정박한 콘월리스 호의 함상에서 평화 회담을 벌였다. 1842년 8월 29일, 영국 대표 헨리 포틴저 경과 청나라 전권대사 치잉(耆英), 일리부, 니우쟝은 〈난징 조약〉에 서명했다.

## 참고 자료
- 제임스, 윌리엄 (1837), 《The Naval History of Great Britain, from the Declaration of War by France in 1793, to the Accession of George IV.》, R. Bentley
- Lavery, Brian (2003) The Ship of the Line - Volume 1: The development of the battlefleet 1650-1850. Conway Maritime Press. ISBN 0-85177-252-8.
- Parkinson, C. Northcote (1954) War in the Eastern Seas, 1793-1815. (London: George Allen & Unwin), p. 421.